# Escharella immersa
Escharella immersa är en mossdjursart som först beskrevs av Fleming 1828.  Escharella immersa ingår i släktet Escharella och familjen Romancheinidae. Arten är reproducerande i Sverige. Inga underarter finns listade i Catalogue of Life.